# Голосківська сільська рада (Летичівський район)
Голо́сківська сільська́ ра́да — адміністративно-територіальна одиниця та орган місцевого самоврядування в Летичівському районі Хмельницької області. Адміністративний центр — село Голосків.

## Загальні відомості
Голосківська сільська рада утворена в 1944 році.
- Територія ради: 55,87 км²
- Населення ради: 1 655 осіб (станом на 2001 рік)
- Територією ради протікає річка Південний Буг

## Населені пункти
Сільській раді були підпорядковані населені пункти:
- с. Голосків
- с. Русанівці

## Склад ради
Рада складалася з 16 депутатів та голови.
- Голова ради: Нестеров Андрій Петрович
- Секретар ради: Коваль Олена Іванівна

### Керівний склад попередніх скликань
| Прізвище, ім'я, по батькові | Основні відомості                                                         | Дата обрання | Дата звільнення |
| --------------------------- | ------------------------------------------------------------------------- | ------------ | --------------- |
| Нестеров Андрій Петрович    | Сільський голова, 1955 року народження, освіта вища, безпартійний         | 26.03.2006   | 31.10.2010      |
| Нестеров Андрій Петрович    | Сільський голова, 1955 року народження, освіта вища, член Народної партії | 31.10.2010   |                 |

Примітка: таблиця складена за даними сайту Верховної Ради України

### Депутати
За результатами місцевих виборів 2010 року депутатами ради стали:

#### За суб'єктами висування
| Суб'єкт висування                                   | Кількість обраних депутатів | %    |
| --------------------------------------------------- | --------------------------- | ---- |
| Партія регіонів                                     | 7                           | 43,8 |
| Народна партія                                      | 4                           | 25   |
| Політична партія Всеукраїнське об'єднання «Свобода» | 2                           | 12,5 |
| Самовисування                                       | 2                           | 12,5 |
| Комуністична партія України                         | 1                           | 6,3  |

#### За округами
| № округу                                            | Прізвище, ім'я, по батькові   | Дата визнання обраним | Освіта             | Партійна приналежність            | Відомості про обраного депутата                       |
| --------------------------------------------------- | ----------------------------- | --------------------- | ------------------ | --------------------------------- | ----------------------------------------------------- |
| Комуністична партія України                         |                               |                       |                    |                                   |                                                       |
| 14                                                  | Гузаїров Хайдар Рахматулович  | 02.11.2010            | вища               | член Комуністичної партії України | пенсіонер                                             |
| Народна Партія                                      |                               |                       |                    |                                   |                                                       |
| 1                                                   | Грабчак Любов Миколаївна      | 02.11.2010            | середня спеціальна | член Народної партії              | ТОВ агрофірма «Обрій», бухгалтер                      |
| 5                                                   | Гулько Любов Іванівна         | 02.11.2010            | вища               | член Народної партії              | Голосківська сільська рада, землевпорядник            |
| 6                                                   | Коваль Олена Іванівна         | 02.11.2010            | середня спеціальна | член Народної партії              | Голосківська сільська рада, бухгалтер                 |
| 15                                                  | Рибачок Руслан Миколайович    | 02.11.2010            | вища               | член Народної партії              | Голосківська загальноосвітня школа I-III ст., водій   |
| Партія регіонів                                     |                               |                       |                    |                                   |                                                       |
| 2                                                   | Гордєєв Петро Васильович      | 02.11.2010            | середня            | член Партії регіонів              | ТОВ агрофірма «Обрій», агроном                        |
| 3                                                   | Коваль Олена Іванівна         | 02.11.2010            | вища               | член Партії регіонів              | Голосківська сільська рада, секретар                  |
| 9                                                   | Козій Олеся Дмитрівна         | 02.11.2010            | середня спеціальна | позапартійна                      | тимчасово не працює                                   |
| 10                                                  | Федоришина Софія Дмитрівна    | 02.11.2010            | середня            | член Партії регіонів              | ТОВ агрофірма «Обрій», завсклад.                      |
| 11                                                  | Дзюба Олег Олександрович      | 02.11.2010            | середня спеціальна | член Партії регіонів              | тимчасово не працює                                   |
| 12                                                  | Слободянюк Василь Васильович  | 02.11.2010            | вища               | член Партії регіонів              | Сільський будинок культури, директор                  |
| 16                                                  | Махлай Тетяна Іванівна        | 02.11.2010            | середня            | член Партії регіонів              | тимчасово не працює                                   |
| Політична партія Всеукраїнське об'єднання «Свобода» |                               |                       |                    |                                   |                                                       |
| 7                                                   | Новак Володимир Олександрович | 02.11.2010            | вища               | позапартійний                     | Голосківська загальноосвітня школа I-III ст., вчитель |
| 8                                                   | Бурлака Микола Андрійович     | 02.11.2010            | вища               | позапартійний                     | Голосківський професійний аграрний ліцей, викладач    |
| Самовисування                                       |                               |                       |                    |                                   |                                                       |
| 4                                                   | Берегова Валентина Григорівна | 02.11.2010            | вища               | позапартійна                      | Голосківська загальноосвітня школа I-III ст., вчитель |
| 13                                                  | Федоришина Софія Анатоліївна  | 02.11.2010            | вища               | позапартійна                      | Голосківська загальноосвітня школа I-III ст., вчитель |